# Bentley Série T
O Bentley Série T é um automóvel de luxo produzido pela Bentley Motors Limited no Reino Unido de 1965 a 1980. Foi anunciado e exibido pela primeira vez no Salão do Automóvel de Paris em 5 de outubro de 1965 como uma versão com o emblema da Bentley do totalmente redesenhado Rolls-Royce Silver Shadow.
A Série T da Bentley estava disponível como um sedã de quatro portas e como um sedã de quatro portas com longa distância entre eixos. Um pequeno número de sedãs de duas portas foi construído com carroceria pela James Young e pela Mulliner Park Ward e um conversível de duas portas com carroceria pela Mulliner Park Ward foi introduzido em setembro de 1967. Um total de 2.336 exemplares foram produzidos.

## Design
A Série T foi o primeiro Bentley de carroceria monobloco e era totalmente diferente de seu antecessor, a Série S. Apresentava uma nova carroceria monocoque de aço e alumínio com subestruturas para montar o motor e a suspensão. Embora menor no geral, tinha mais espaço para passageiros, principalmente no compartimento traseiro, além de mais espaço para bagagem. No geral, o carro era 18 cm mais curto, 13 cm mais baixo, 9 cm mais estreito e 68 kg mais leve que o Série S.
Por ser equipado com a tradicional grade frontal estilo "Bentley" de ombros arredondados - sua única diferença de estilo de material do Rolls-Royce Silver Shadow - também era um pouco mais baixo na altura do capô, dando-lhe uma aparência um pouco mais assertiva.
O 'T' também apresentava suspensão independente em todas as quatro rodas com controle automático de altura de acordo com a carga. Outras melhorias importantes incluíam freios a disco em todas as rodas (com um sistema de frenagem hidráulica triplicado patenteado pela Citroën que também fornecia pressão para a suspensão autonivelante); nova e mais leve direção hidráulica, transmissão automática aprimorada, bancos dianteiros elétricos ajustáveis em oito direções e um tanque de combustível maior.
O motor recebeu um cabeçote de cilindro redesenhado que permitiu um aumento de velocidade para 190 km/h.
Em outubro de 1966, o 'preço de tabela' antes dos impostos do sedã T de £ 5.425 era £ 50 a menos que o Silver Shadow.

## T2
O T foi atualizado para o "T2" em 1977, que apresentava direção de cremalheira e pinhão, ar condicionado aprimorado, para-choques de borracha, um novo painel e, para carros não federalizados, um air dam frontal. A injeção Bosch CIS foi introduzida para modelos do final de 1979 e 1980 para os EUA e outros mercados, similarmente ao Rolls-Royce Silver Shadow II.
O T2 foi descontinuado em 1980.

## Números de produção
| Modelo                      | Período   | Unidades |
| --------------------------- | --------- | -------- |
| Bentley T1                  | 1965–1977 | 1703     |
| Bentley T1 LWB              | 1971–1976 | 9        |
| Bentley T1 sedã de 2 portas | 1966–1971 | 114 *    |
| Bentley T1 cupê Pininfarina | 1968      | 1        |
| Bentley T1 conversível      | 1967–1971 | 41       |
| Bentley T2                  | 1977–1980 | 558      |
| Bentley T2 LWB              | 1977–1980 | 10       |

Nota: 15 dos sedãs de duas portas foram construídos com carroceria pela James Young, o restante pela Mulliner Park Ward.

## Galeria

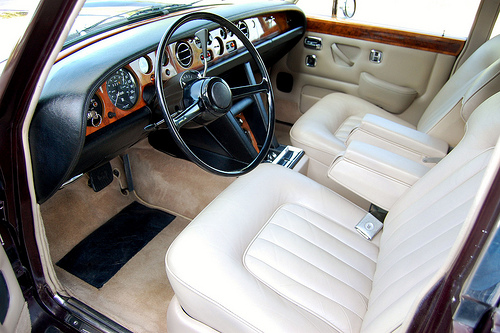
Interior do T1
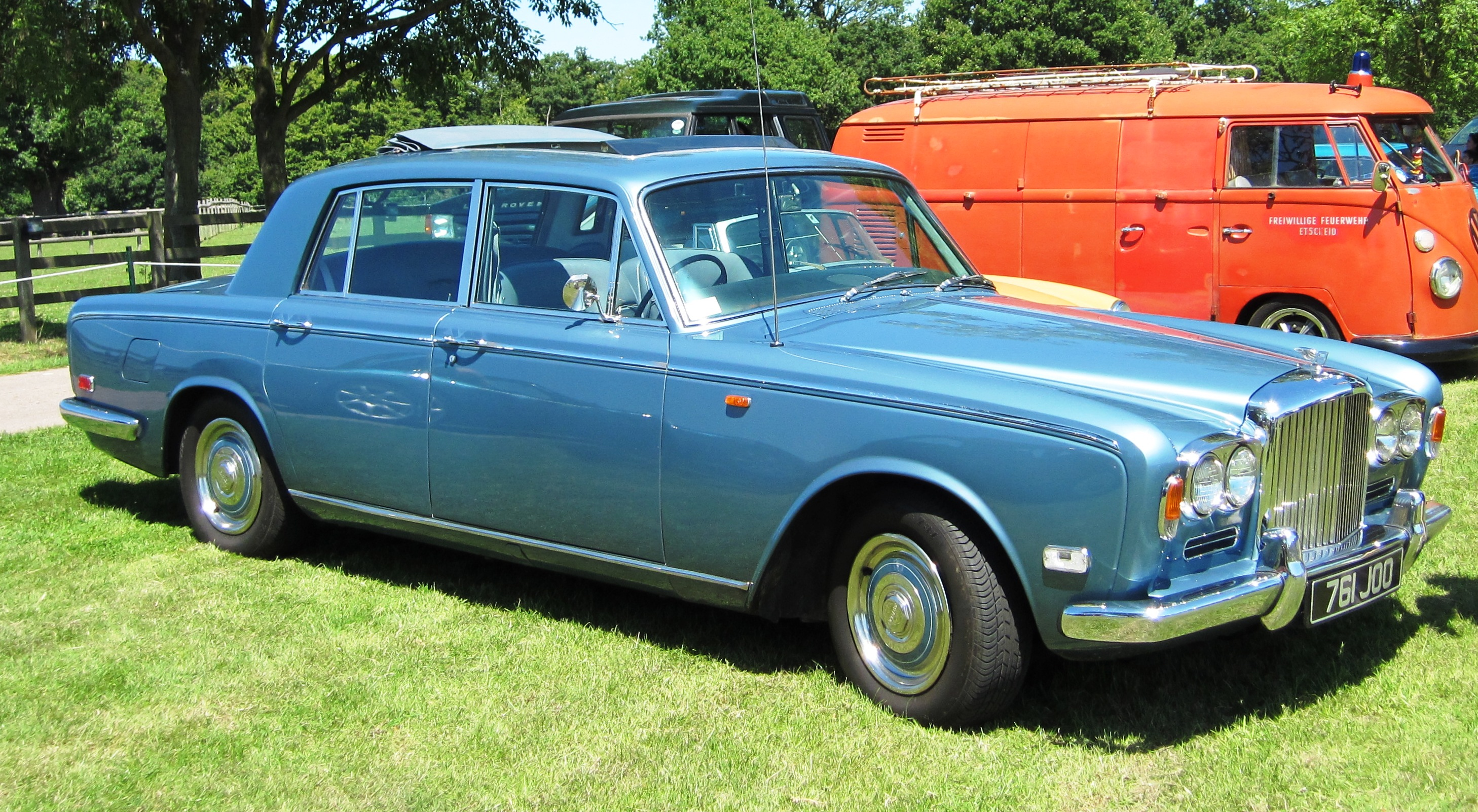
T1 sedã de 4 portas 1970
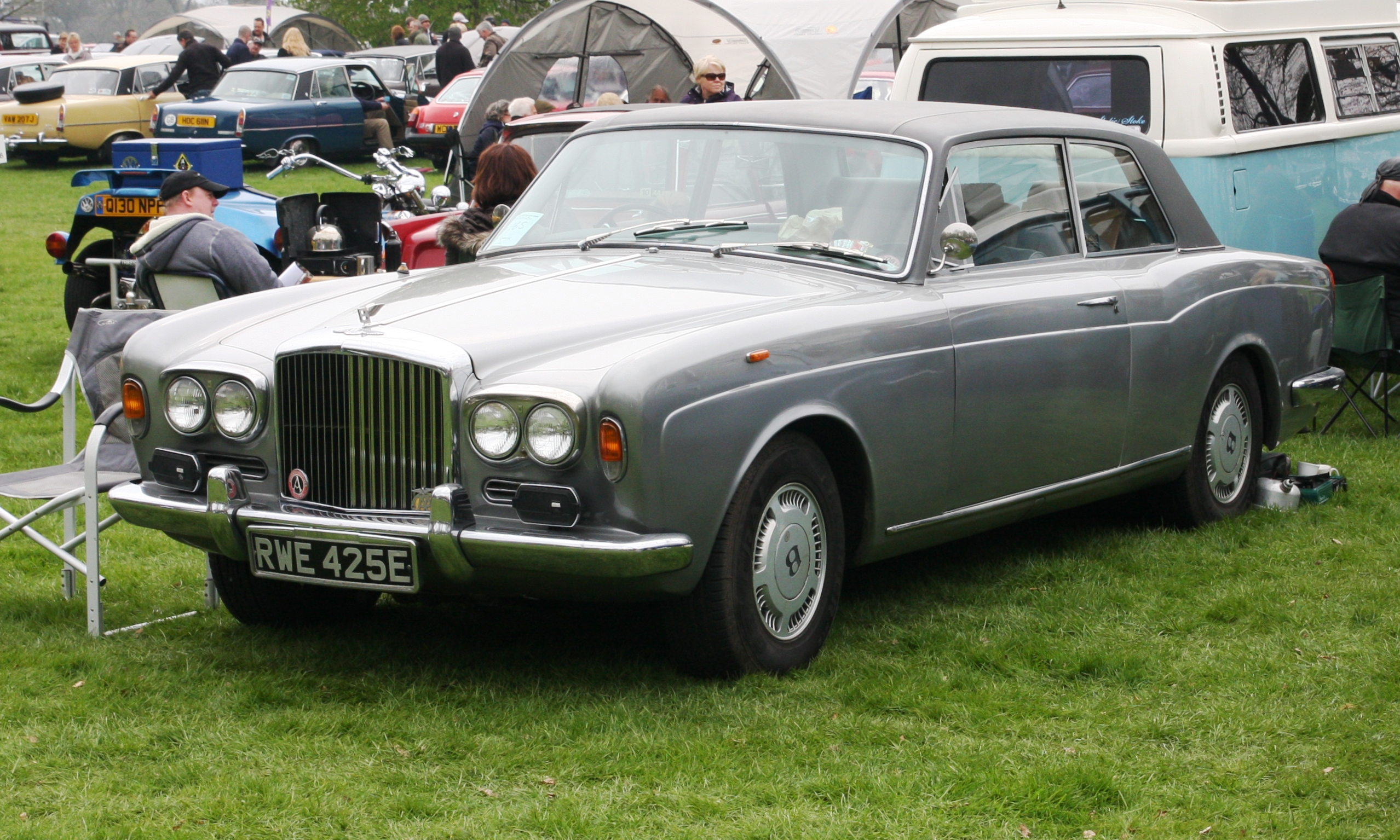
T1 1967, sedã de 2 portas Mulliner Park Ward (com rodas posteriores)
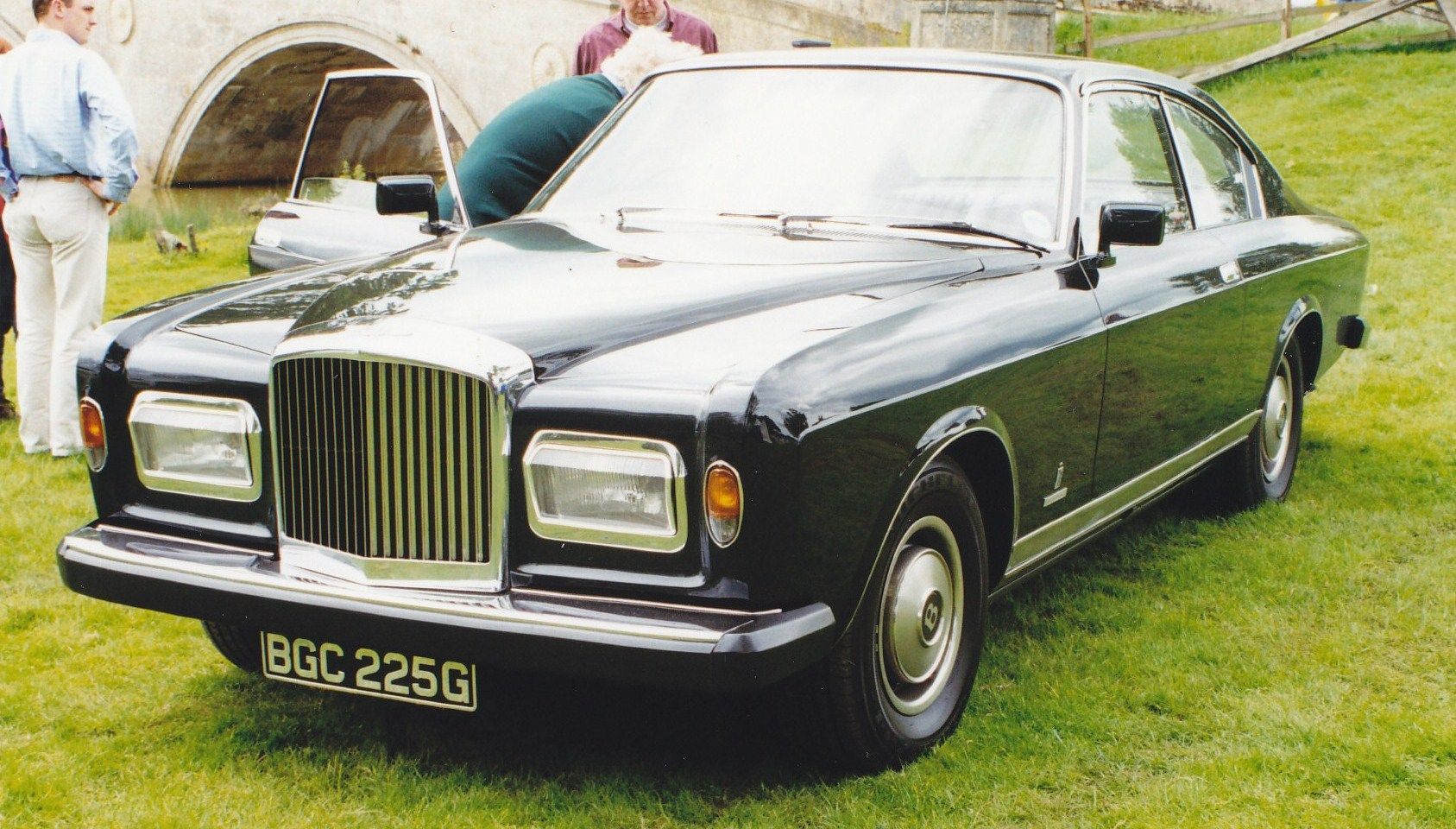
O único T1 Coupe Speciale 1968 da Pininfarina. Este modelo tem muitas semelhanças com o Rolls-Royce Camargue posterior, também projetado por Paolo Martin na Pininfarina
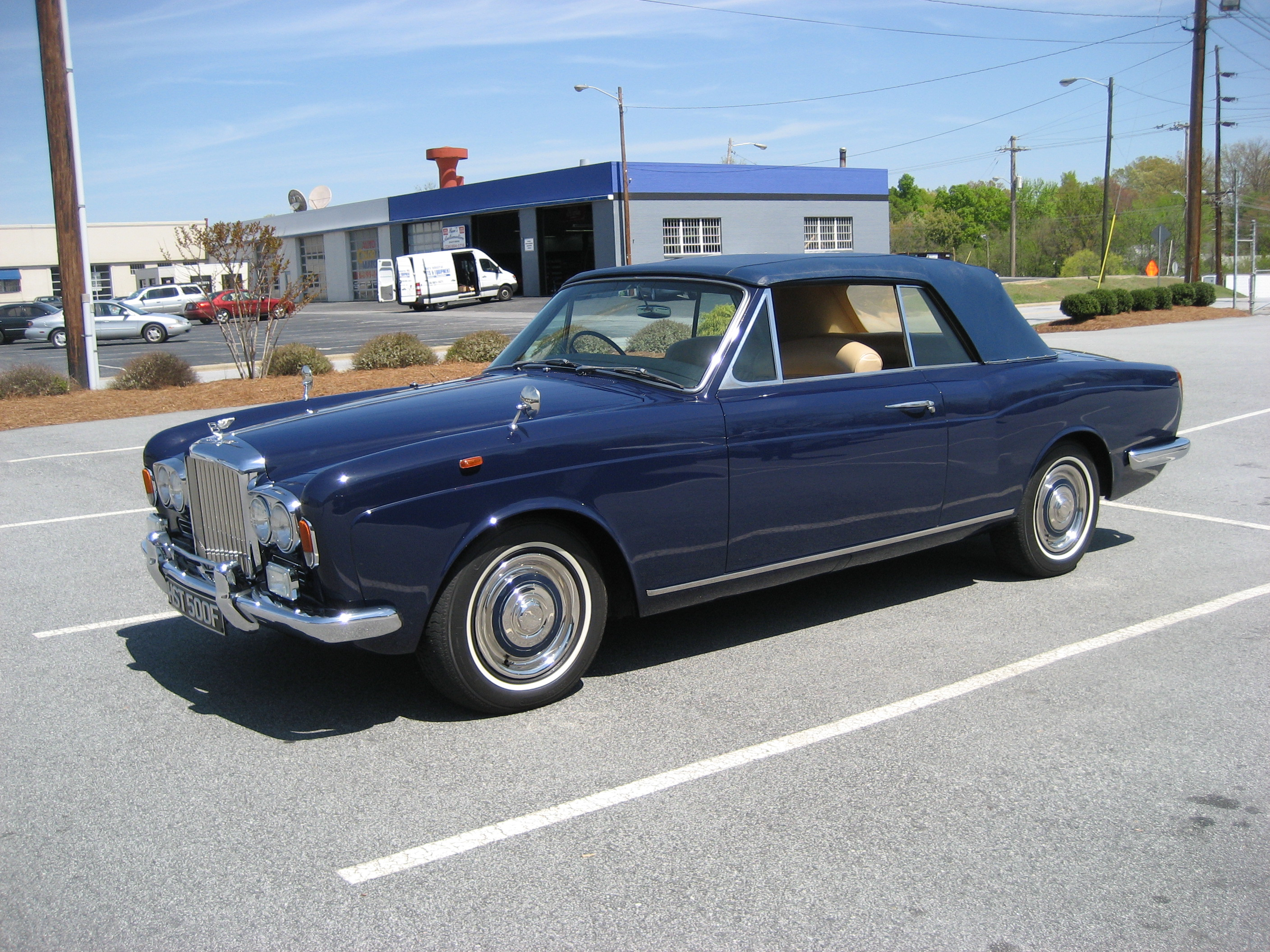
T1 cupê 1968
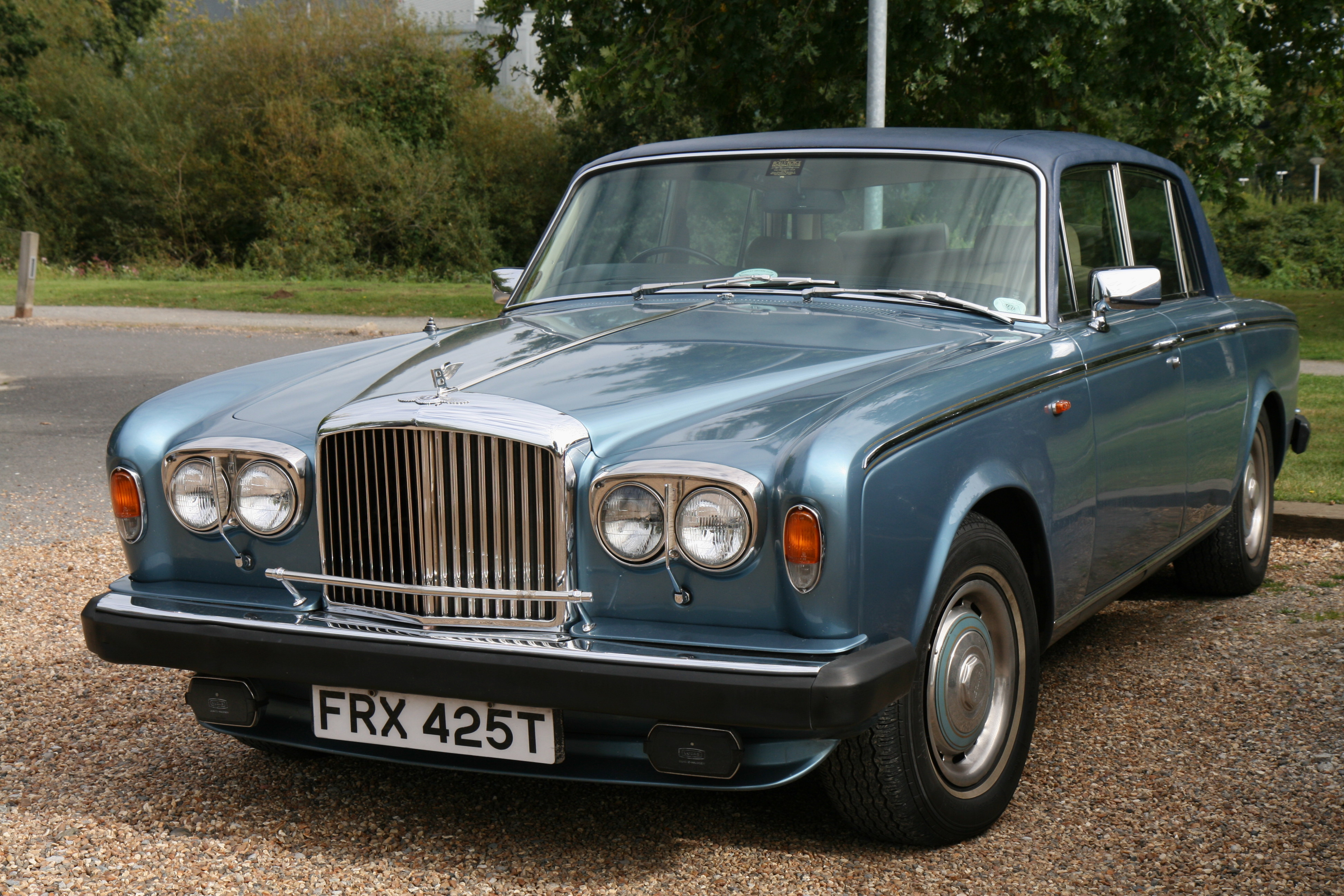
Bentley T2 sedã de 4 portas 1979